# Tilia Herold
Pour les articles homonymes, voir Herold.
Tilia Herold (née le 14 septembre 1948 à Londres) est une journaliste de télévision anglo-autrichienne.

## Biographie
Tilia Herold grandit en Angleterre. Après son mariage avec un Autrichien, elle s'installe dans le pays alpin au début des années 1970 et trouve un emploi au sein de l'Organisation des Nations unies pour le développement industriel à Vienne. En 1979, elle entre à l'ÖRF pour diriger Blue Danube Radio jusqu'à la fusion avec FM4 en 1995.
De 1982 à 1990 puis en 1992, 1994, 1995, Tilia Herold est la porte-parole de l'Autriche au Concours Eurovision de la chanson, où elle présente les points donnés par son pays.
En mars 2004, elle est nommée sous l'intendance de Monika Lindner pour établir un programme de parité au sein de l'ÖRF.

## Source de la traduction
- (de) Cet article est partiellement ou en totalité issu de l’article de Wikipédia en allemand intitulé « Tilia Herold » (voir la liste des auteurs).